# ܒ
بيث (ܒܹܝܬ݂/ܒܶܝܬ݂) ثاني حروف الأبجدية السريانية. يقابل حرف الباء بالعربية.